# Erfindung

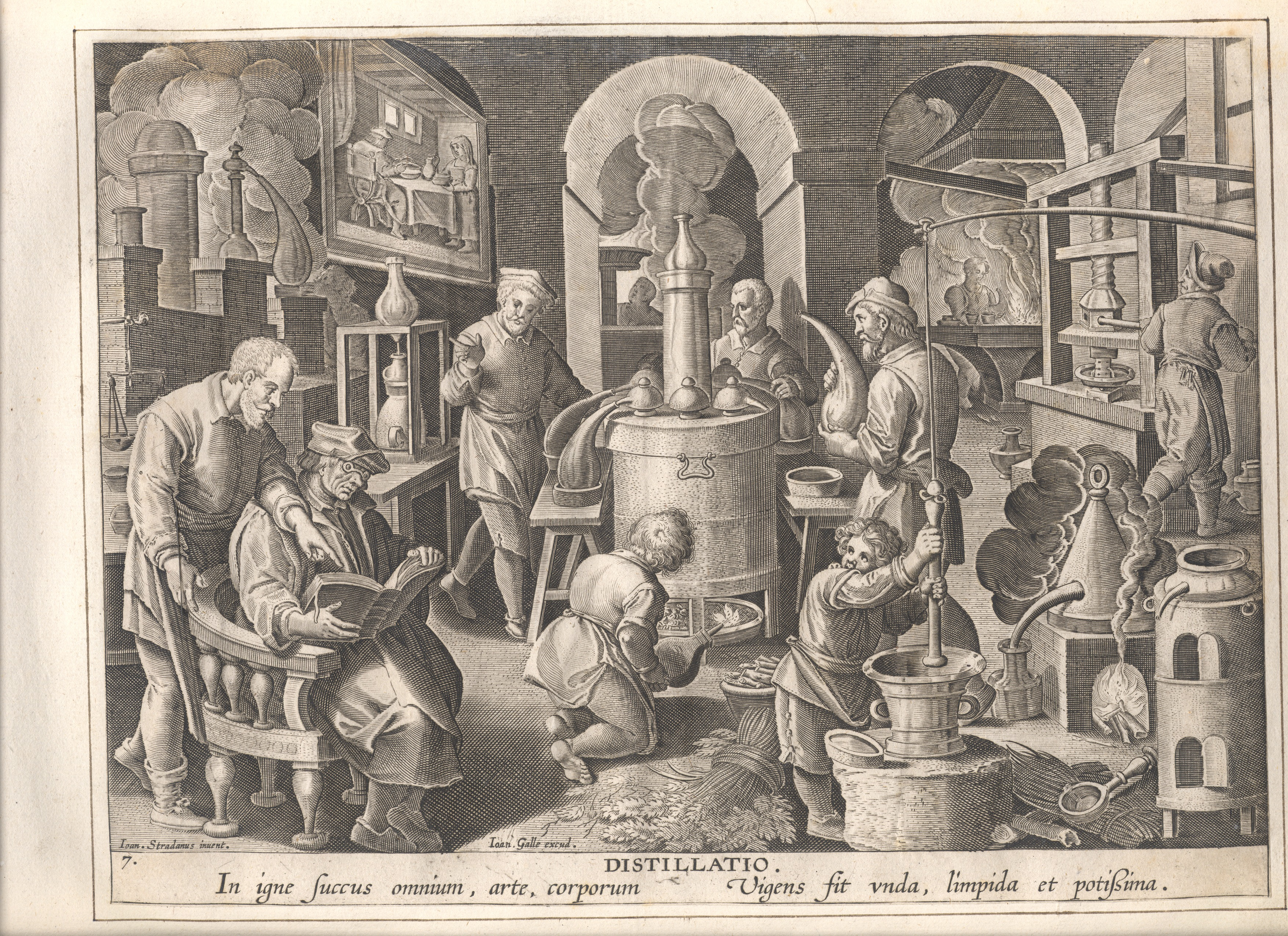
Die Erfindung der Destillation, Kupferstich, 16. Jahrhundert

Eine Erfindung oder Invention ist eine schöpferische Leistung, durch die eine neue Problemlösung, also die Erreichung eines neuen Zieles mit bekannten Mitteln oder eines bekannten Zieles mit neuen Mitteln ermöglicht wird. Von Erfindungen wird besonders oft im Zusammenhang mit technischen Problemlösungen gesprochen, etwa von der Erfindung des Motors oder des Dynamits. Solche Erfindungen können unter Umständen durch ein Patent oder als Gebrauchsmuster geschützt werden. Erfindungen gibt es auch im kulturellen Bereich. So gilt etwa die moderne Oper als Erfindung Claudio Monteverdis.

## Erfindung und Entdeckung
Vom Begriff der Erfindung ist die Entdeckung abzugrenzen. Eine Entdeckung betrifft bereits Vorhandenes, das bislang unbekannt und dessen Nutzen unbestimmt ist. Damit hat sich infolge der Entdeckung nichts geändert (außer der damit verbundene Wissenszuwachs eines Einzelnen oder der Allgemeinheit). Beispiele sind die Entdeckung der Schwerkraft, eines Planetoiden, eines chemischen Stoffes oder einer Tierart. Eine Erfindung dagegen betrifft stets eine neue Erkenntnis, die bisher nicht dagewesen ist. Diese Sache steht jedoch mit bereits Bekanntem in einem Zusammenhang, sie tritt nicht als etwas völlig Neues auf. Es werden an bekannten Gegenständen oder Verfahren Veränderungen vorgenommen, so dass ihre Wirkung qualitativ oder quantitativ verbessert wird.
Heute neigt man dazu, Erfindungen nur auf technische Verfahren oder Gegenstände zu beziehen und abstrakte Dinge, wie etwa die Erfindung eines neuen Versmaßes, davon auszunehmen.
Eine exaktere Definition lautet: Entdeckung ist die erstmalige Beschreibung eines Naturgesetzes, z. B. der elektrischen Kraft zwischen Atomen oder eines aus Naturgesetzen abgeleiteten Gesetzes, z. B. das Coulombsche Gesetz.
Erfindung hingegen ist die Anwendung der Naturgesetze in bisher nicht dagewesener Konstellation zur Lösung eines gegebenen Problems (Technik). Somit ist jede erstmalige Beschreibung oder Anwendung einer Technik eine Erfindung, zum Beispiel ein Sonnensegel für Raumschiffe. Ein neues Versmaß wendet keine Naturgesetze an und ist damit keine Erfindung, selbst wenn diese Schöpfung neu und genial wäre.

## Erste Erfindungen
Erste Erfindungen machte bereits der Naturmensch. Sie betrafen insbesondere Werkzeuge, die eine bessere Verwendung von Arm und Hand zur Folge hatten. Nachdem der Mensch die Entdeckung gemacht hatte, dass ein Stein in der Hand die Wirkung des Armes erhöhte, konnte er dem Stein eine besondere Form geben, um dessen Wirkungsweise zu erhöhen. Das führte unter anderem zur Erfindung des Faustkeils, des Beils, der Axt, des Hammers, der Sichel und des Schwerts.
Kritiker argumentieren, der Mensch könne sich nicht als der erste Erfinder bezeichnen. Heute sei aus der Zoologie bekannt, dass auch Tiere wie Vögel die erforderlichen Fähigkeiten besäßen, um Erfindungen zu machen und diese an Artgenossen weiterzugeben. Säugetiere wie Schimpansen und Gorillas seien hierin sogar sehr gut. Allerdings ist es auch bei Bejahung dieses Ansatzes kaum möglich, ein solches Geschehen in den Bereich der Technik einzuordnen, was für echte Erfindungen definitionsgemäß erforderlich wäre.

## Der Prozess des Erfindens (Geneplore Model)

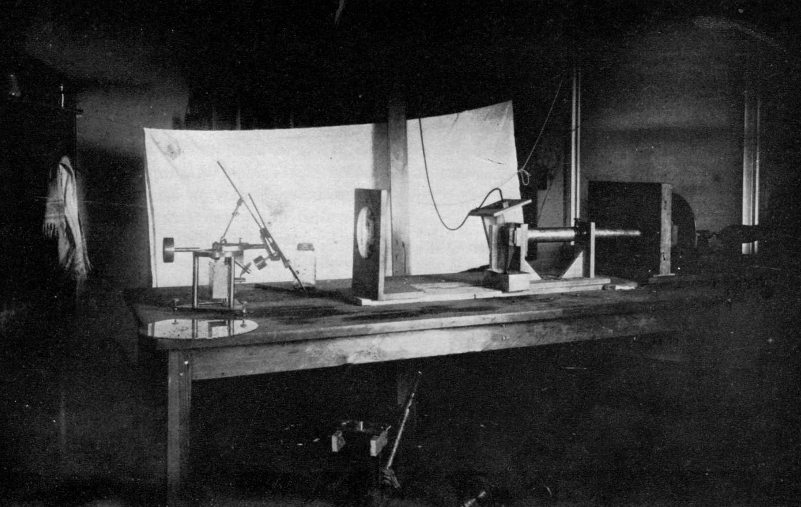
Experimentelle Aufzeichnung von Sprachmustern durch Fotografie. Volta Labor, Washington, D.C., 1884

Finke und andere (1992) beschäftigten sich mit den Prozessen des kreativen Erfindens unter Berücksichtigung des Geneplore-Modells. Nach diesem Modell lassen sich bei Erfindungsprozessen zwei Phasen unterscheiden:
- In der generativen Phase werden so genannte preinventive forms entwickelt; in der explorativen Phase werden diese hinsichtlich ihrer Funktion interpretiert und verbessert. Finke und auch andere prüften diesen Ansatz, indem sie Versuchspersonen unter verschiedenen Experimentalbedingungen drei unterschiedliche geometrische Figuren (beispielsweise ein Würfel, ein Halbkreis, eine Schnur) zu komplexen Objekten kombinieren ließen. Dabei stellte sich heraus, dass die Versuchspersonen bei Vorgabe der Figuren und der zu erstellenden Objektkategorie häufiger kreative Ergebnisse zustande brachten als ohne diese Vorgaben. Eine Beschränkung durch die Aufgabe führe also zu kreativeren Ergebnissen.
- In weiteren Experimenten stellte sich heraus, dass auch dann besonders kreative Ergebnisse erzielt werden, wenn Versuchspersonen zunächst nur die drei Objekte kombinieren, ohne Objektkategorie oder Funktion zu berücksichtigen (bzw. wenn sie zunächst preinventive forms synthetisierten).

Die preinventive forms besitzen nach Finke und anderen eine funktionsunabhängige Ästhetik und zeichnen sich außerdem durch implicit meaningfulness aus, so dass sie vielseitig und flexibel interpretierbar seien. Diese Ergebnisse legen nahe, bei kreativen Aufgabenstellungen häufiger das Prinzip function-follows-form anzuwenden.
TRIZ ist ein formalisierter Prozess zu konkreten Problemlösungsansätzen, die zu Erfindungen führen können.

## Wirkung von Erfindungen
Die westliche Zivilisation beruht weitgehend auf dem Ge- und Verbrauch von Gütern (und Dienstleistungen). Diese müssen erarbeitet werden. Das wird im Allgemeinen zumindest in seiner Quantität als unangenehm erlebt, daher sind die Menschen weitgehend bestrebt, möglichst effektiv zu arbeiten (Werkzeuggebrauch) beziehungsweise die nötige Arbeit von Maschinen verrichten zu lassen – ein Ziel, dem auch die meisten Erfindungen dienen.
Dazu bedurfte es – außer der Bewältigung der damit aufgeworfenen, oft tiefgreifenden Nebenwirkungen auf anderen Gebieten – der technischen Entwicklung auf dreierlei Stufen:
1. Material: Man braucht vielerlei haltbare, belastbare Werkzeuge
Seit Jahrtausenden weiß die Menschheit Eisen (und anderes) zu finden und zu verarbeiten.
2. Energie: Die Werkzeuge müssen hergestellt, dann muss damit gearbeitet werden.
Nach dem Einsatz von Lasttieren, Wasser- und Windenergie ermöglichte die Einführung der Dampf- und anderer Wärmekraftmaschinen ab 1700 eine sprunghaft verbesserte Verfügbarkeit von Energie; dazu elektrischen Strom: die Arbeitszeiten konnten reduziert, die Menschen von schweren körperlichen Arbeiten entlastet werden.
3. Information: Werkzeug-Bau und -Benutzung erfordern Wissen, Wissensverarbeitung, -weitergabe.
Das Aufkommen von zuerst analoger, dann digitaler Datentechnik ermöglicht seit rund 100 Jahren zunehmend eine automatisierte Produktion, das heißt eine Ermöglichung von Leistungsdruckverringerung und anderer Verschönerung der Arbeitsweise wie von teilweiser oder gänzlicher Freistellung von Menschen von Arbeit oder Umwidmung von Arbeit zu Erziehung, Pflege und dergleichen.
Dafür, ob eine Erfindung zu einem Fortschritt führt, ist nicht die Technik, sondern die gesellschaftliche Akzeptanz entscheidend. Diese Akzeptanz kann aber auch durch äußere Einflüsse erzwungen werden. Ein Beispiel dafür ist das Durchsetzen der Erfindung des Papiergelds in China. Wer Papiergeld als Zahlungsmittel ablehnte, wurde mit dem Tod bestraft.

## Patentfähige Erfindungen
Eine patentfähige Erfindung wird am jeweiligen Stand der Technik gemessen und ist eine
- neue,
- auf einer erfinderischen Tätigkeit beruhende,
- gewerblich anwendbare

nicht naheliegende Lehre zum technischen Handeln, das heißt eine Anweisung zum Einsatz beherrschbarer Naturkräfte zur unmittelbaren Erreichung eines kausal übersehbaren Erfolgs.
Im deutschen, österreichischen und Schweizer Patentrecht ist geregelt, dass die Erfindung auf einem technischen Gebiet liegen muss. Damit wurde klargestellt, dass ein Patent nur für eine technische Erfindung erteilt werden kann, aber auch in jedem technischen Gebiet gleichermaßen erteilt werden muss.

## Nicht patentfähige Erfindungen
Entdeckungen sind nicht patentierbar. Ebenso wenig werden wissenschaftliche Theorien, physikalische Gesetze oder mathematische Modelle als Erfindungen angesehen; auch sie werden entdeckt.
Auch geistig-schöpferische (sprich kreative) Werke aus Literatur, Musik oder Kunst werden nicht als Erfindung eingestuft. Ein Rechtsschutz solcher Werke kann sich aus dem Urheberrecht ergeben.
Computerprogramme sind in der Regel keine patentfähigen Erfindungen. Ausnahmen bestehen, wenn das Programm zur Steuerung von Naturkräften verwendet wird (z. B. Airbag, elektronische Motorsteuerung). Die genaue Abgrenzung wird derzeit sehr kontrovers diskutiert (siehe dazu Software-Patente).
Im Europäischen Patentübereinkommen (EPÜ) werden in Artikel 52 die Ausschlüsse vom patentrechtlichen Erfindungsbegriff aufgeführt.

## Gesetze und Abkommen
- Europäisches Patentübereinkommen Artikel 52.[4]